# (255989) Dengyushian
(255989) Dengyushian est un astéroïde de la ceinture principale.

## Description
(255989) Dengyushian est un astéroïde de la ceinture principale. Il est découvert le 15 octobre 2006 à l'Observatoire de Lulin par Chi-Sheng Lin et Ye Quan-Zhi, et nommé d'après le musicien taïwanais Teng Yu-hsien. Il présente une orbite caractérisée par un demi-grand axe de 2,68 UA, une excentricité de 0,19 et une inclinaison de 5,2° par rapport à l'écliptique.